# Josimar
Josimar Higino Pereira, plus connu sous le nom de Josimar, est un footballeur brésilien né le 19 septembre 1961 à Rio de Janeiro. Il jouait au poste de latéral droit, notamment avec Botafogo FR et l'équipe du Brésil.

## Carrière de joueur

### En club
- 1982 - 1989 :  Botafogo
- 1989 - 1990 :  Flamengo
- 1990 - 1991 :  FC Séville
- 1991 :  Internacional
- 1991 :  Novo Hamburgo
- 1991 :  Bangu
- 1992 :  Uberlândia
- 1992 :  Ceará
- 1992 - 1994 :  Jorge Wilstermann
- 1994 - 1996 :  Fast
- 1997 :  Mineros de Guayana

### En équipe nationale
Il a disputé la Coupe du monde 1986 avec l'équipe du Brésil.
Josimar a eu 16 sélections avec l'équipe du Brésil et a marqué deux buts (lors de la Coupe du monde 1986).

## Palmarès
- Vainqueur de la coupe Stanley Rous en 1987 avec l'équipe du Brésil.
- Vainqueur de la Copa América en 1989 avec l'équipe du Brésil.
- Champion de l'État de Rio de Janeiro en 1989 avec Botafogo FR
- Champion de l'État du Ceará en 1992 avec Ceará